# Nadine Beiler
Nadine Beiler (* 27. Mai 1990 in Innsbruck) ist eine österreichische Contemporary-R&B-, Soul- und Pop-Sängerin. Bekannt wurde sie Anfang 2007 mit ihrem Sieg in der dritten Staffel der ORF-Castingshow Starmania. Im Frühjahr 2011 gewann sie die ESC-Vorausscheidung Guten Morgen Düsseldorf. Beim folgenden Eurovision Song Contest erreichte sie den 18. Rang.

## Leben
Beiler wuchs in Inzing in Tirol auf. Ihr Vater ist Arzt, ihre Mutter ausgebildete Masseurin. Sie hat eine Schwester namens Denise. An einem musischen Gymnasium in Innsbruck erlangte sie ihre Matura. Nebenbei ging sie bereits früh ihrem Hobby, der Musik, nach und sang nach eigenen Aussagen auf Festen und Hochzeiten.

### Karriere
Im Sommer 2006 trat Beiler in der ersten Castingrunde für die ORF-Castingshow Starmania in Tirol an und ihr gelang als jüngste Teilnehmerin der Sprung in die Show. Am 26. Jänner 2007 gewann sie das Finale von Starmania vor Thomas Neuwirth und Gernot Pachernigg. Sie konnte sich in der letzten Abstimmung mit 68 % gegen Thomas Neuwirth durchsetzen.
Noch im selben Jahr erschienen ihre beiden ersten Singles. Im Herbst danach beendete sie ihre Tour mit einem Unplugged-Konzert in Wien.
Nach ihrem TV Erfolg beendete sie die Schule und begann im Oktober 2010 ein Jus-Studium in Innsbruck.
Nachdem sie für die österreichische Vorentscheidung zum ESC 2011 nominiert wurde, brach sie das Studium ab und schaffte es in die engere Auswahl. Ende Februar gewann sie diese und erzielte schließlich am 14. Mai 2011 mit dem Lied The Secret Is Love den 18. Platz beim Eurovision Song Contest 2011.
In den Jahren 2012, 2013 und 2014 nahm Beiler als Teilnehmerin an der Wok-WM teil. Bereits 2011 hatte sie mit ihrem ESC-Lied The Secret is Love einen Gastauftritt bei der 9. Wok-Weltmeisterschaft.
2015 stand sie als Maria Magdalena im Musical Jesus Christ Superstar auf der Bühne des Wiener Raimundtheaters.
2016 sang sie gemeinsam mit Markus Steiner den Titel Let Them Fly, welcher am 14. Jänner 2016 bei der Skiflug-WM am Kulm bei der Eröffnungsfeier als offizieller Skiflug-WM-Song präsentiert wurde. Der Titel war zudem Nr. 1 in den österreichischen Airplay-Charts.
2020 gewann sie mit der Figur des Yeti die erste Staffel der Show The Masked Singer Austria.

## Diskografie
Alben
- Komm doch mal rüber (2007)
- I’ve Got a Voice (2011)
- Sweet Artist's Mind (2018)

Singles
- Alles was du willst (2007)
- Was wir sind (2007)
- The Secret Is Love (2011)
- Das Innere Kind (2020)
- Love Is (2021)